# Land Tax
La land tax, qui a joué un rôle majeur dans l'histoire économique britannique, selon les historiens, était une taxe créée par la loi en 1692, en pleine guerre de la Ligue d'Augsbourg (1689-1697) et peu avant la guerre de Succession d'Espagne (1702-1713), pour financer l'effort militaire face à une France alors trois fois plus peuplée. Elle a permis à l'État britannique d'investir massivement dans la Royal Navy. Son taux élevé (20 % de la valeur des terres), a entraîné des expropriations de propriétaires terriens.

## Un gros effort de guerre à financer
En 1694, l'armée britannique est renforcée par l'investissement dans la Marine nationale et la création de 37 nouveaux régiments: 4 régiments de dragons, 8 de cavalerie et 25 d'infanterie, pour arriver à 94 000 hommes, soit un tiers de plus que l'effectif dont disposait Oliver Cromwell un demi-siècle plus tôt. Cet investissement militaire représente plus de 2 millions de livres dont 200 000 pour les dépenses de matériel supervisées par le Board of Ordnance.
La land tax est apparue comme un impôt facile à calculer car proportionnel aux superficies détenues par les propriétaires terriens. Il permettait d'affaiblir ces propriétaires, dont beaucoup avaient soutenu au cours des décennies précédentes le pouvoir royaliste et ses alliés en exil, les jacobites. En 1702, le land tax commissionner, chargé de calculer le montant de la land tax", a dénombré 32 000 nobles propriétaires terriens.
Le Traités d'Utrecht (1713), qui met fin à la guerre de Succession d'Espagne (1702-1713) prend acte de la victoire britannique sur le terrain maritime, permis par les investissements dans la Royal Navy. Il est suivi de 43 ans de paix, avant que ne débute la guerre de Sept Ans (1756-1763), qui voit une nouvelle victoire maritime britannique, au prix de failles dans les colonies d'Amérique du Nord, où l'excès de fiscalité déclenchera la guerre d'indépendance des États-Unis (1776-1784).

## Jusqu'à la moitié des recettes fiscales britanniques
En 1694, la taxe est renouvelée à 4 shilling par livre (une livre étant composée de 20 shilling) et son montant augmente chaque année pour représenter 52 % de l'ensemble des recettes fiscales britanniques en 1696, avant de diminuer au cours des trois décennies suivantes, pour revenir au niveau encore élevé de 30 % en 1730. Dans les années 1790 elle représente 17 % des revenus fiscaux, et 11 % dans les années 1820. En 1815, elle représente encore 23 millions de livres sur un total de 126 millions de livres, contre 30 millions de livres pour la taxe « excise » et 14,6 millions pour les droits de douane.

## Un contexte fiscal exceptionnel qui modifie la philosophie fiscale
Les lois votées par le parlement anglais au même moment que la land tax introduisent des notions de justice fiscale, en particulier le fait qu'il faut éviter de trop taxer les familles avec de nombreux enfants. Au même moment, les colonies du Nord-Est de l'Amérique du Nord, comme le Massachusetts et la Pennsylvanie, votent également des dispositions visant à faciliter une plus grande dispersion des patrimoines fonciers. La terre est donnée à des nouveaux colons sans exiger de paiement en retour et la land tax est calculée une fois déduites les dettes afin d'inciter les individus disposant de peu de patrimoines à s'endetter. En Virginie, où de grandes plantations de tabac se sont développées après 1671, la taxe ne sera pas appliquée : les propriétaires locaux s'y opposent.
En Angleterre cependant, le XVIIIe siècle verra une concentration de la propriété terrienne, comme beaucoup d'autres pays, en raison de l'exode rural touchant les petits agriculteurs. Cette tendance très forte est cependant freinée par la land tax. En 1690, les propriétaires terriens détenant plus de 3 000 acres contrôlaient déjà 20 % des terres, contre 30 % pour les propriétaires de moins de 300 acres. Un siècle après, en 1790, ces deux proportions sont inversées.